# Pointed Heels

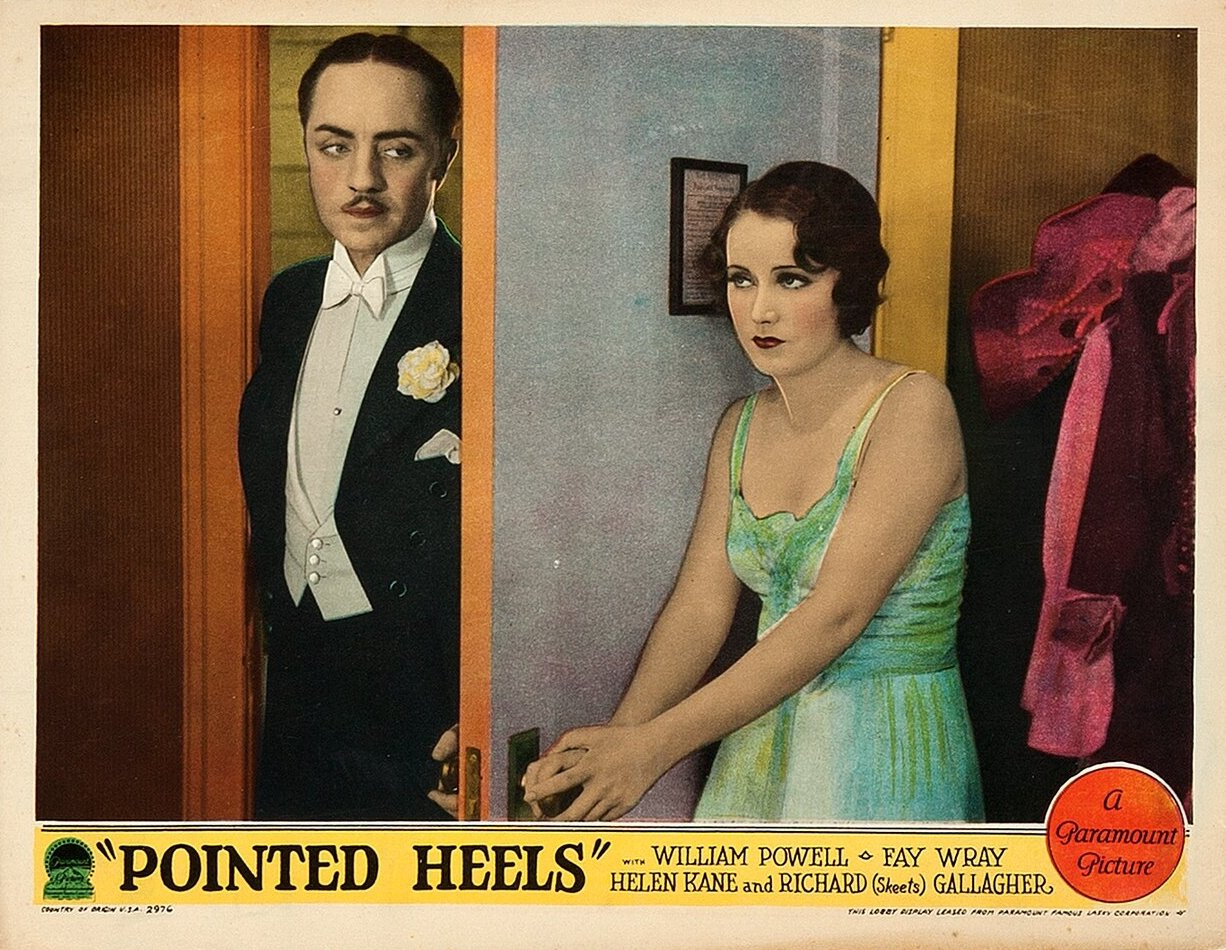
Carte promotionnelle du film

Pointed Heels est une comédie musicale américaine de Paramount Pictures réalisée par Edward Sutherland et sortie en 1929. Elle a été initialement filmée en Technicolor, mais seules les séquences en noir et blanc nous sont parvenues. Une des séquences en couleur correspondait à un ballet avec Albertina Rasch.

## Synopsis
Robert Courtland, un riche producteur de théâtre, et Joe Clark son chorégraphe, répètent une nouvelle comédie musicale. Lora Nixon, que Courtland a remarqué, quitte la production pour épouser le jeune Donald Ogden, un compositeur. La famille aisée d'Ogden arrête cependant son aide financière et le couple est contraint d'occuper un appartement modeste. Donald Ogden essaie de continuer à travailler sur une symphonie et Lora reprend son travail de chorale. 

## Fiche technique
- Réalisation : Edward Sutherland
- Scénario : Florence Ryerson, John V.A. Weaver d'après une histoire de Charles Brackett[3]
- Production : Paramount Pictures
- Photographie : Allen G. Siegler
- Montage : Jane Loring
- Durée : 62 minutes[4] (7 bobines)[5].
- Date de sortie : 21 décembre 1929 (USA)

## Distribution
- William Powell : Robert Courtland
- Helen Kane : Dorothea 'Dot' Nixon
- Fay Wray : Lora Nixon

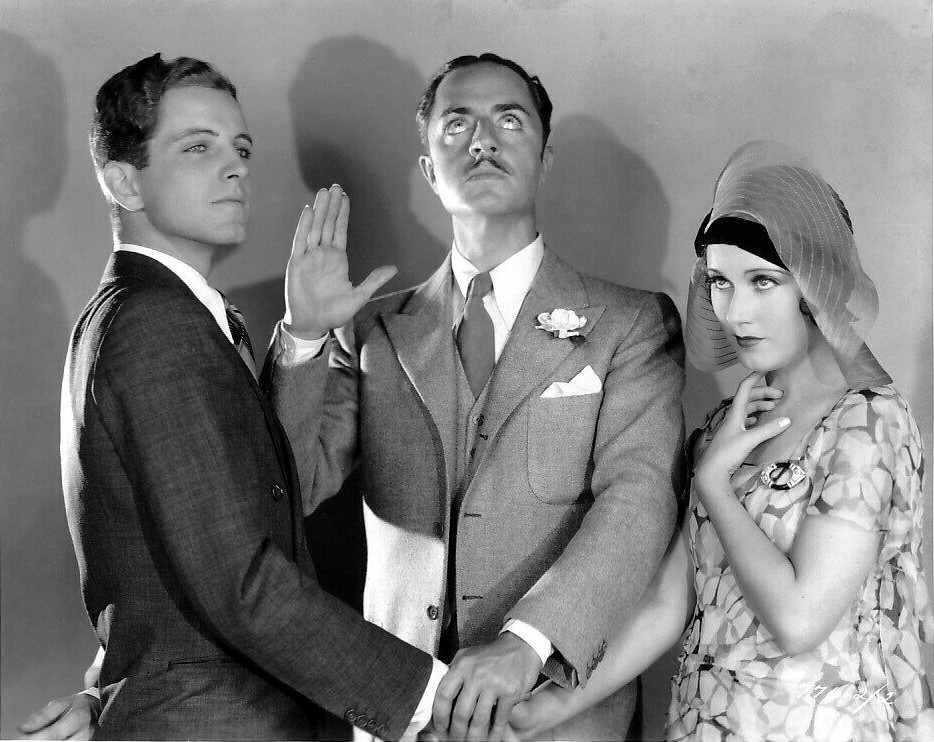
Phillips Holmes, William Powell et Fay Wray dans une scène du film.

- Richard "Skeets" Gallagher : Dash Nixon
- Phillips Holmes : Donald Ogden
- Eugene Pallette : Joe Carrington
- Adrienne Dore : Kay Wilcox
- Albertina Rasch Dancers
- Virginia Bruce : Chorus Girl